# ميان تنغمنصوري (مقاطعة إسلام آباد غرب)
ميان‌تنغمنصوري (بالفارسية: میان‌تنگ‌منصوری) هي قرية تقع في كرمانشاه في إيران. يقدر عدد سكانها بـ 89 نسمة بحسب إحصاء 2016.